# Giovanni Baschenis
Giovanni Baschenis (doc. 1470 – doc. 1503) è stato un pittore italiano, il cui nome viene unito a quello del fratello Battista, pure pittore.
- La dinastia di Lanfranco
  - Antonio Baschenis (doc. 1450/1490)
  - Angelo Baschenis (doc. 1450/1490)
  - Giovanni e Battista Baschenis (doc. 1471/1503)

- La dinastia di Cristoforo
  - Cristoforo I Baschenis (doc. 1465/1475)
  - Dionisio Baschenis (doc. 1493)
  - Simone I Baschenis (doc. 1488/1503)
  - Cristoforo II Baschenis (doc. 1472/1520)
  - Simone II Baschenis (1495 ca. /1555)
  - Filippo Baschenis (doc. 1537/ 1596)
  - Cristoforo Baschenis il Vecchio  (1520 ca/1613 ca.)
  - Cristoforo Baschenis il Giovane (1560 ca./1626 ca.)
  - Pietro Baschenis (1590 ca./1630)
  - Evaristo Baschenis (1617/1677)

## Biografia

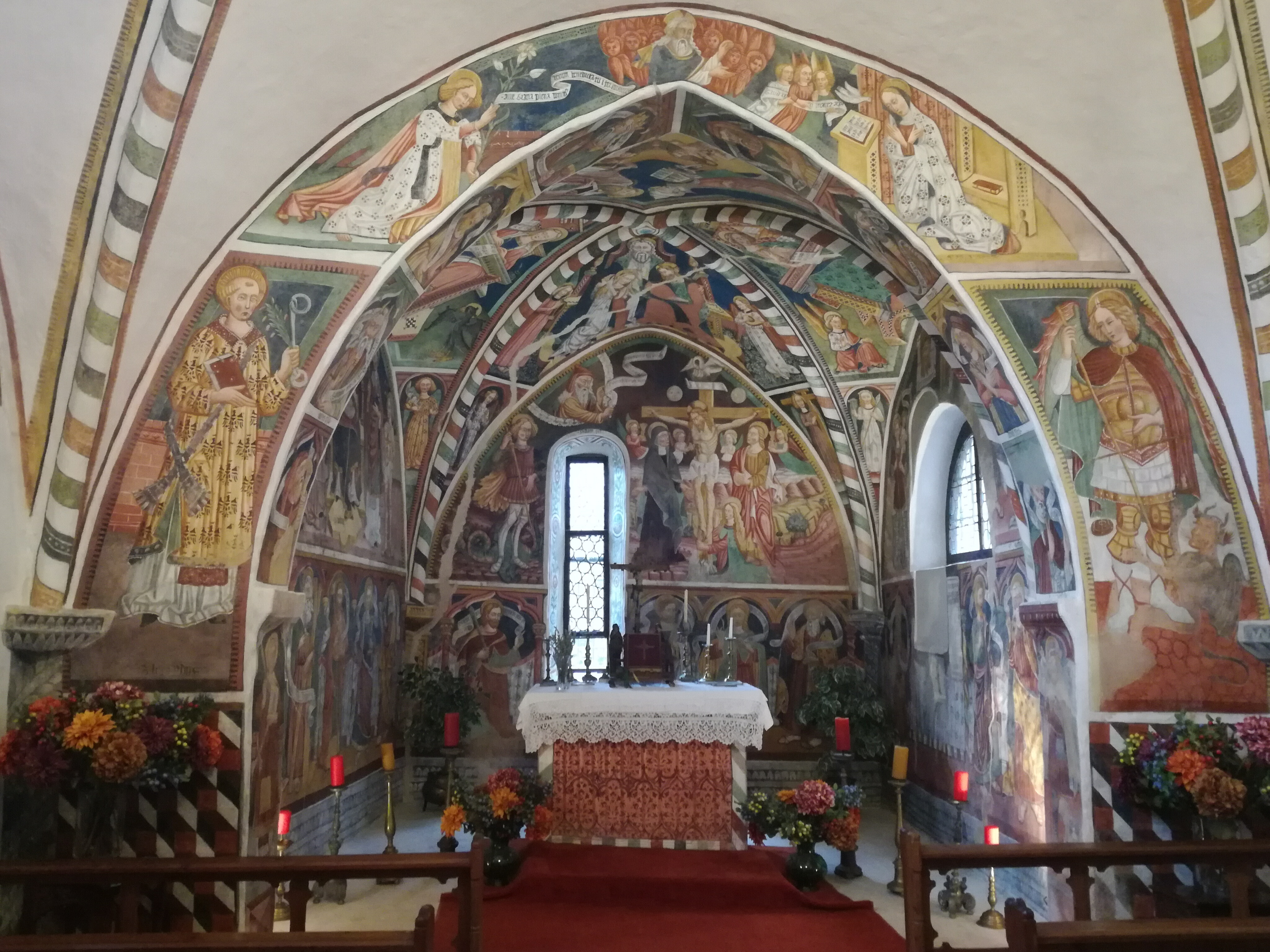
Affreschi del presbiterio della cappella di San Valerio (Castel Valer)

Giovanni Baschenis era figlio di Antonio appartenente alla dinastia di Lanfranco e nipote di Angelo. Alcune pitture realizzate da Giovanni Baschenis vennero collegate anche al nome di Battista, suo fratello e aiutante.
La prima testimonianza della sua opera è presente nella bergamasca, ad Alino (frazione di San Pellegrino Terme) in un affresco datato 1470 nella chiesa di San Bernardino, continuò poi la sua attività artistica in Trentino con il fratello nello stesso anno a Pellizzano, in val di Sole. I due fratelli giunsero forse al seguito del padre Antonio, documentato in Trentino già nel 1461, o dello zio Angelo, probabilmente valicando il passo del Tonale. I due tornarono a Bergamo attorno al 1478, ma nel decennio successivo troviamo nuovamente le loro opere in val di Sole.
In Trentino i due pittori firmarono gli affreschi per la cappella di San Valerio a Castel Valer a Tassullo, quelli della Chiesa dei Santi Filippo e Giacomo a Segonzone (nel comune di Campodenno) e quelli presenti sempre in Val di Non nella chiesa di Sant'Udalrico a Corte Inferiore (Rumo); qui, l'affresco datato 1471 dell'Ultima cena presenta la scritta Joha[n]nes et Baptista de Averaria pinxeru[n]t 1471.
Giovanni fece ritorno nella bergamasca, sua terra d'origine, affrescando la Casa Volpi a Fuipiano al Brembo. L'affresco Cristo sul sepolcro fra Maria e Giovanni presenta nella parte superiore la scritta Ritius filius quodam Zani hoc opus fieri e die 4 novembris 1486. L'opera raffigura un sepolcro di colore rosso, con il Cristo sorretto a destra dalla Madre, e a sinistra san Giovanni in preghiera. La parte superiore presenta una lunga scritta con le indicazioni per ottenere l'indulgenza. Il cartiglio riporta un errore nell'indicazione degli anni dell'indulgenza nominata in ventiduemila anni. In calce le firma Johannes de Avaia pixit.
Un secondo affresco è La Madonna col Bambino tra i santi. L'affresco manca di quella plasticità che renderebbe l'opera di orientamento rinascimentale, il manto della Madonna con i fiori a stampa conferisce solennità all'insieme dell'opera.
Nella sagrestia della chiesa nella frazione Alino di San Pellegrino Terme vi è l'affresco firmato e datato 1478 raffigurante il Peccato originale che ci presenta Eva che con la mela in mano si copre scoprendosi nuda, e Adamo nell'atto di toccarsi la gola come a sentire crescere il pomo di Adamo. Nella sagrestia è presente un ulteriore affresco Teoria dei santi che è la raffigurazione di cinque santi: Giovanni Battista, san Biagio, Maria Maddalena, san Defendente e centrale l'immagine di santa Caterina d'Alessandria nell'atto di essere incoronata da due angeli. L'opera è datata 1470 e venne attribuita a Giovanni Baschenis da Luigi Angelini.
Del 1482 sono gli affreschi raffiguranti san Defendente ospitati nell'abside della Chiesa di San Defendente della località Roncola Nel 1490 affrescò la chiesa di San Lorenzo di Cunevo, in Trentino, e si tratta dell'ultima opera firmata da Giovanni. Successivamente il fratello Battista è documentato nuovamente in patria fino al 1503, dove gestisce una bottega ed esercita il mestiere di pittore.

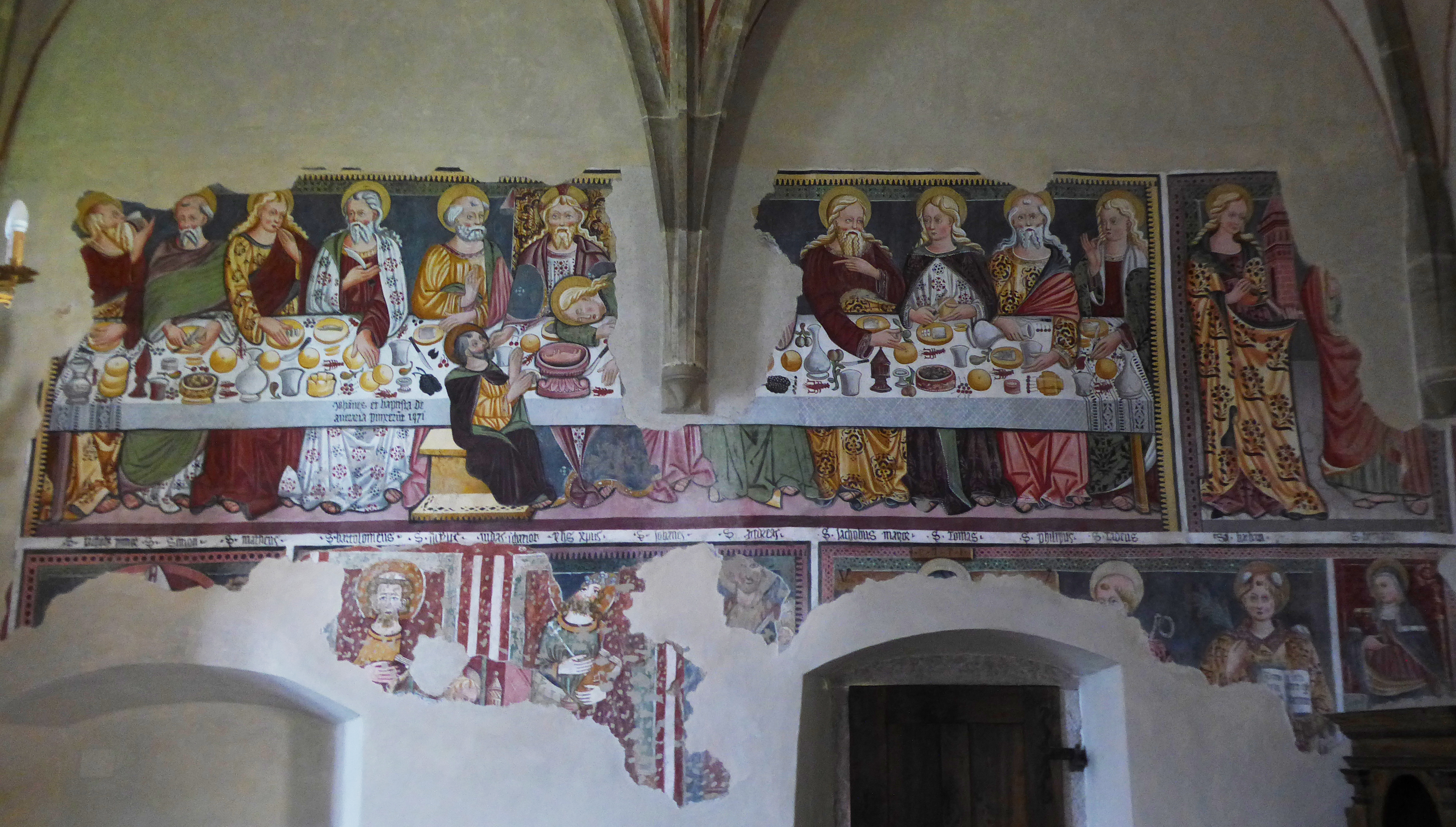
Ultima cena, 1471, chiesa di Sant'Udalrico

## Opere

### Trentino

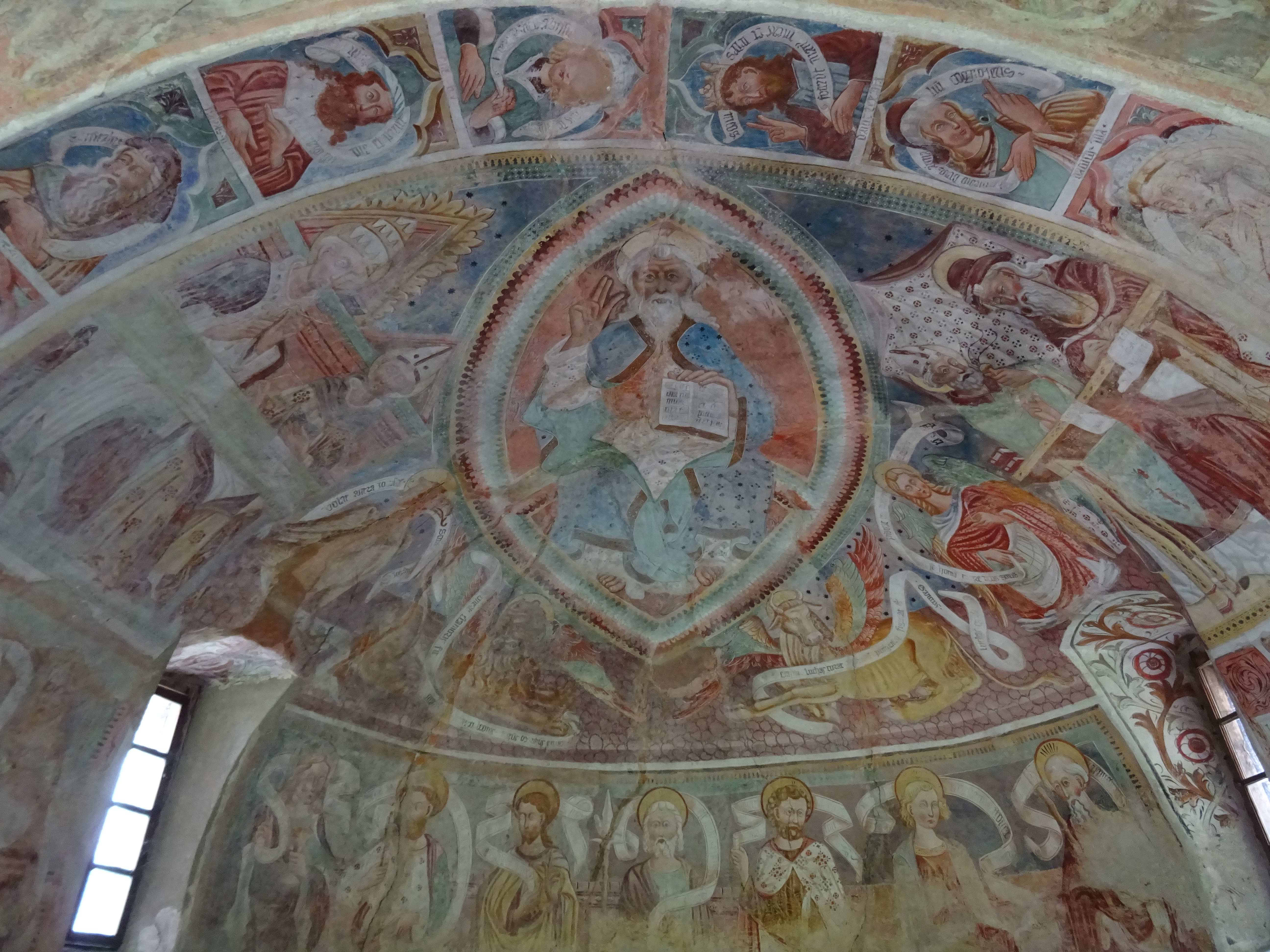
Affreschi dell'abside della chiesa dei Santi Filippo e Giacomo a Segonzone (1473)

- Castel Valer (Tassullo), cappella di San Valerio: affreschi del presbiterio raffiguranti San Valerio in cattedra, affiancato da una Crocifissione e immagini di santi, con un’Incoronazione della Vergine e gli Evangelisti. Lungo le pareti sono raffigurati gli Apostoli e, sopra l’arco santo, l'Annunciazione, 1473[10].
- Celledizzo (Peio), chiesa di Sant'Antonio Abate: Simboli degli Evangelisti, Crocifissione, Natività, Adorazione dei Magi, Teorie di santi, 1473[11].
- Corte Inferiore (Rumo), chiesa di Sant'Udalrico: affreschi della parete destra con un'Ultima cena nel registro superiore e una teoria di santi in quella inferiore, 1471.
- Cunevo, chiesa di San Lorenzo: tracce di affreschi di un'Ultima cena, 1490.
- Cusiano (Ossana), chiesa di Santa Maria Maddalena: degno di nota in particolare il ciclo raffigurante la Vita della Maddalena, 1470-1497[12][13].
- Dimaro, chiesa di San Lorenzo: affreschi dell'abside, 1488.
- Mastellina (Commezzadura), chiesa di Sant'Antonio Abate: Crocifissione, San Defendente, Cristo benedicente in mandorla, sulla parete sud tre scene della Vita di Gesù, 1483-1489[14][15].
- Pavillo (Ville d'Anaunia), chiesa vecchia di San Paolo: immagini di santi sotto un loggiato di archi a tutto sesto, 1474[16].
- Pellizzano, chiesa della Natività di Maria: affreschi della parete destra della navata, opera datata ma non firmata, 1470.
- Piano (Commezzadura), chiesa di Sant'Agata: parete di fondo dell'abside (la volta fu poi completata da Simone II Baschenis), 1488[17].
- Segonzone (Campodenno), chiesa dei Santi Filippo e Giacomo: affreschi dell'abside raffiguranti la Maiestas domini, affiancata dai simboli degli evangelisti e da quattro Padri della Chiesa sugli scrittoi, nel registro inferiore gli Apostoli; affreschi dell'arco santo (Annunciazione) e dell'intradosso con otto busti di profeti; Ultima cena sulla parete sinistra della navata, 1473.

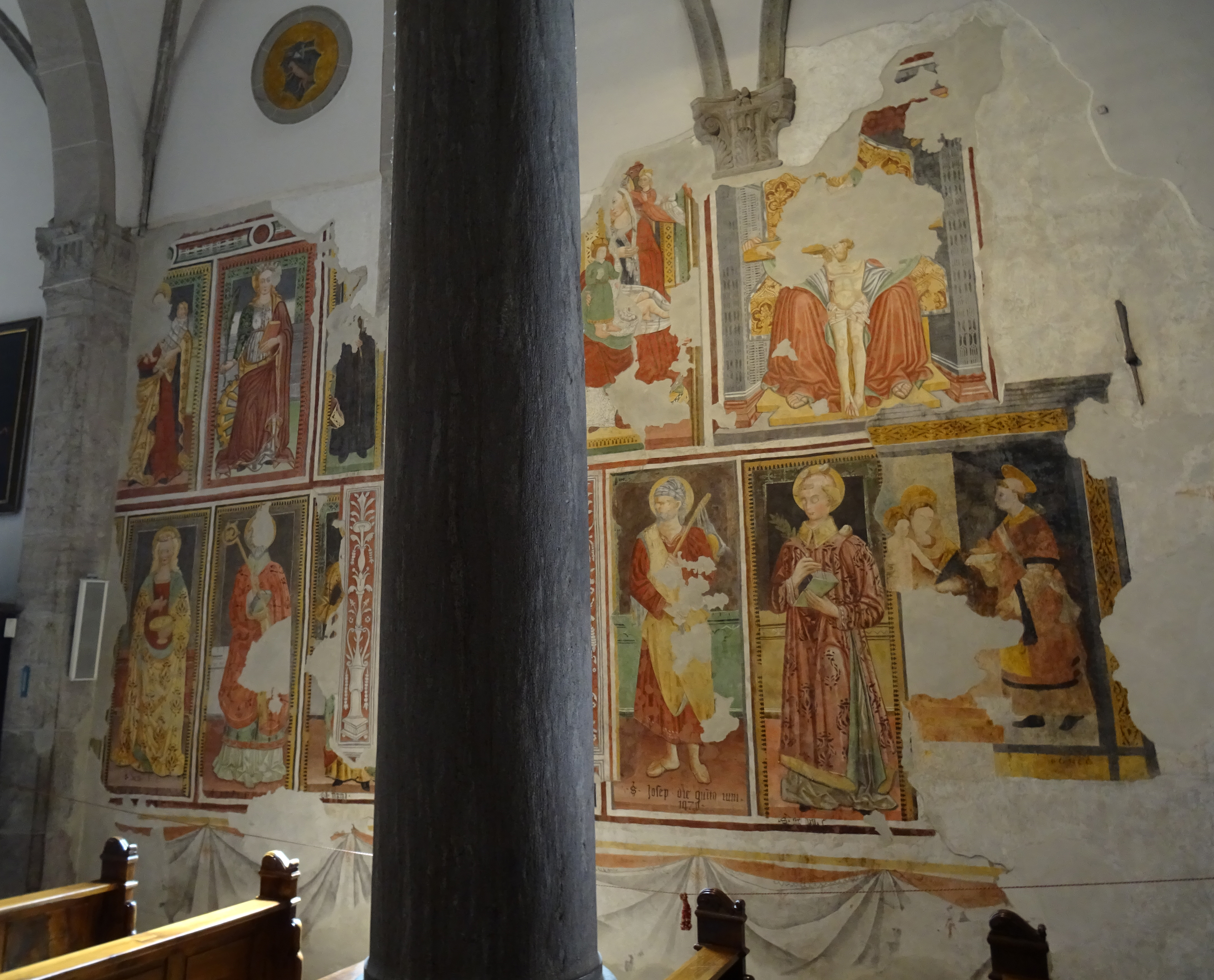
Parete destra della navata della chiesa della Natività di Maria a Pellizzano (1470)

### Provincia di Bergamo
- Alino (San Pellegrino Terme), chiesa di San Bernardino: Santi Giovanni Battista, Biagio, Maria Maddalena, Caterina d'Alessandria, Defendente, 1472; nella sagrestia il Peccato originale, 1478[18].
- Fuipiano al Brembo (San Giovanni Bianco), casa Cavagnis: Cristo in pietà tra Maria e Giovanni, 1478[19].